# Кербулацький район
Кербула́цький район (каз. Кербұлақ ауданы, рос. Кербулакский район) — адміністративна одиниця у складі Жетисуської області Казахстану. Адміністративний центр — село Сариозек.

## Населення
Населення — 45336 осіб (2021; 47992 у 2009, 53522 у 1999, 64913 у 1989).
Національний склад (станом на 2010 рік):
- казахи — 44015 осіб (84,82%)
- росіяни — 5895 осіб (11,36%)
- чеченці — 931 особа
- татари — 277 осіб
- українці — 166 осіб
- уйгури — 162 особи
- німці — 103 особи
- дунгани — 41 особа
- узбеки — 33 особи
- киргизи — 28 осіб
- білоруси — 27 осіб
- азербайджанці — 26 осіб
- корейці — 11 осіб
- греки — 7 осіб
- поляки — 6 осіб
- курди — 2 особи
- інші — 164 особи

## Історія
Район був утворений 25 грудня 1973 року у складі Талди-Курганської області з частини Гвардійського району. 1988 року Кербулацький район було ліквідовано, територію приєднано до складу Гвардійського району, центром району стало смт Сари-Озек. 13 жовтня 1989 року район було відновлено. У період 1989-1999 років до складу району була включена частина Панфіловського району (Басшийський сільський округ). 22 квітня 1997 року район перейшов до складу Алматинської області. 23 травня того ж року до складу району увійшла територія ліквідованого Гвардійського району. 1998 року зі складу району була виключена територія площею 47,80 км² та передана до складу Капчагайської міської адміністрації. З 2022 року район перебуває у складі Жетисуської області.

## Склад
До складу району входять 15 сільських округів:
| Поселення                         | Площа, км² | Населення, осіб (1989) | Населення, осіб (1999) | Населення, осіб (2009) | Населення, осіб (2021) | Центр         | Населені пункти |
| --------------------------------- | ---------- | ---------------------- | ---------------------- | ---------------------- | ---------------------- | ------------- | --------------- |
| Алтинемельський сільський округ   | -          | 2746                   | 2196                   | 2132                   | 1796                   | Алтинемель    | 5               |
| Басшийський сільський округ       | -          | 3677                   | 3137                   | 2980                   | 2614                   | Басші         | 3               |
| Жайнак-батирський сільський округ | -          | 4003                   | 3424                   | 3156                   | 2542                   | Жайнак-батира | 5               |
| Жоламанський сільський округ      | -          | 2988                   | 2361                   | 2171                   | 1682                   | Жоламан       | 7               |
| Карашокинський сільський округ    | -          | 3822                   | 3188                   | 2194                   | 2233                   | Карашоки      | 2               |
| Каспанський сільський округ       | -          | 2125                   | 1788                   | 1742                   | 1724                   | Каспан        | 5               |
| Кизилжарський сільський округ     | -          | 2516                   | 2227                   | 1958                   | 1723                   | Кизилжар      | 4               |
| Когалинський сільський округ      | -          | 8560                   | 6776                   | 5145                   | 4418                   | Когали        | 5               |
| Коксуський сільський округ        | -          | 2975                   | 2613                   | 2130                   | 1589                   | Коксу         | 4               |
| Сарибастауський сільський округ   | -          | 3322                   | 2350                   | 1740                   | 1565                   | Сарибастау    | 6               |
| Сарибулацький сільський округ     | -          | 3054                   | 2085                   | 1827                   | 1536                   | Карагаш       | 4               |
| Сариозецький сільський округ      | -          | 14744                  | 12391                  | 12486                  | 15419                  | Сариозек      | 4               |
| Талдибулацький сільський округ    | -          | 2159                   | 2220                   | 2136                   | 1847                   | Талдибулак    | 3               |
| Шанханайський сільський округ     | -          | 5741                   | 4299                   | 4036                   | 3003                   | Шанханай      | 3               |
| Шубарський сільський округ        | -          | 2481                   | 2467                   | 2159                   | 1645                   | Шубар         | 3               |

## Найбільші населені пункти
Населені пункти з чисельністю населення понад 1000 осіб:
| №  | Населений пункт | Населення, осіб (1989) | Населення, осіб (1999) | Населення, осіб (2009) | Населення, осіб (2021) |
| -- | --------------- | ---------------------- | ---------------------- | ---------------------- | ---------------------- |
| 1  | Сариозек        | 14 587                 | 12 236                 | 12 291                 | 15 359                 |
| 2  | Когали          | 5 476                  | 4 286                  | 3 322                  | 2 981                  |
| 3  | Карашоки        | 2 897                  | 2 559                  | 1 860                  | 1 942                  |
| 4  | Шанханай        | 2 914                  | 2 364                  | 2 355                  | 1 838                  |
| 5  | Басші           | 1 932                  | 1 726                  | 1 831                  | 1 658                  |
| 6  | Кизилжар        | 2 116                  | 1 826                  | 1 564                  | 1 461                  |
| 7  | Карагаш         | 2 044                  | 1 467                  | 1 181                  | 1 443                  |
| 8  | Талдибулак      | 1 372                  | 1 405                  | 1 342                  | 1 279                  |
| 9  | Жоламан         | 2 087                  | 1 684                  | 1 505                  | 1 259                  |
| 10 | Шубар           | 1 391                  | 1 429                  | 1 151                  | 1 040                  |